# Aulacus atriceps
Aulacus atriceps är en stekelart som först beskrevs av Jean-Jacques Kieffer 1911.  Aulacus atriceps ingår i släktet Aulacus och familjen vedlarvsteklar. Inga underarter finns listade.